# بئاتریس دال
بئاتریس دال (فرانسوی: Béatrice Dalle‎؛ زادهٔ ۱۹ دسامبر ۱۹۶۴) هنرپیشه اهل فرانسه است. وی از سال ۱۹۸۶ میلادی تاکنون مشغول فعالیت بوده‌است. 
از فیلم‌هایی که وی در آنها نقش داشته است می‌توان به دردسر هرروزه، نور جاودان، شب روی زمین، زمانه گرگ، تمیز، میشائیل اچ. حرفه: کارگردان و در میان زندگان اشاره کرد.